# Unnur Steinsson
Unnur Steinsson là Hoa hậu Iceland 1983. Bà đại diện cho đất nước Iceland tham dự cuộc thi Hoa hậu Thế giới 1983 và dừng chân ở Top 7 chung cuộc.
Điều thú vị là chính con gái của Unnur Steinsson là Unnur Birna Vilhjálmsdóttir, 23 năm sau đã đoạt danh hiệu Hoa hậu Iceland 2005 và sau đó là Hoa hậu Thế giới 2005.